# 青颈观音
青颈观音（羅馬化：Nīlakaṇṭha Avalokiteśvara），又名青颈观自在菩萨、儞羅建他，是观世音菩萨的化身之一，属于三十三观音。相傳觀音菩薩為了避免世人中毒，將惡魔噴出之毒液吞食，故其頸部發青，而惡魔也因此改邪歸正。此故事取材自溼婆吞服毒汁，拯救世間的印度神話。

## 形象

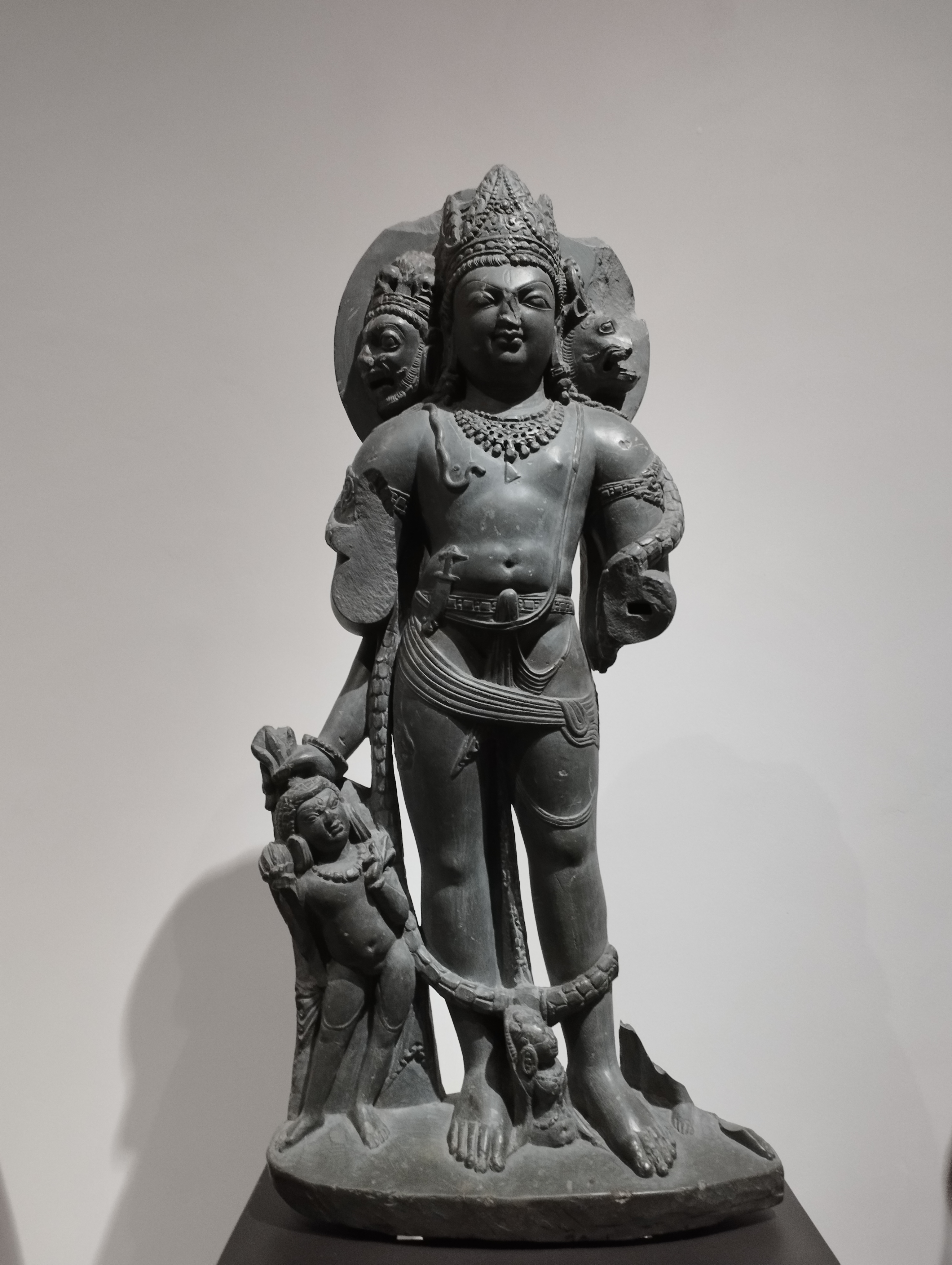
克什米尔9世纪诃利诃罗石雕像，现藏于柏林亚洲艺术博物馆。其造型与《青颈观自在菩萨心陀罗尼经》中青颈观音画像法的描述大致相似。

青颈观音的形象记载于《青颈观自在菩萨心陀罗尼经》，根据其画像法描述为三面四臂。三面为慈悲相、狮面、猪面，四臂分别为持宝杖、莲花、法轮和螺，身穿虎皮裙，以黑蛇为神线。可能取材自印度教的诃利诃罗和毗恭吒毗湿奴。

## 图集

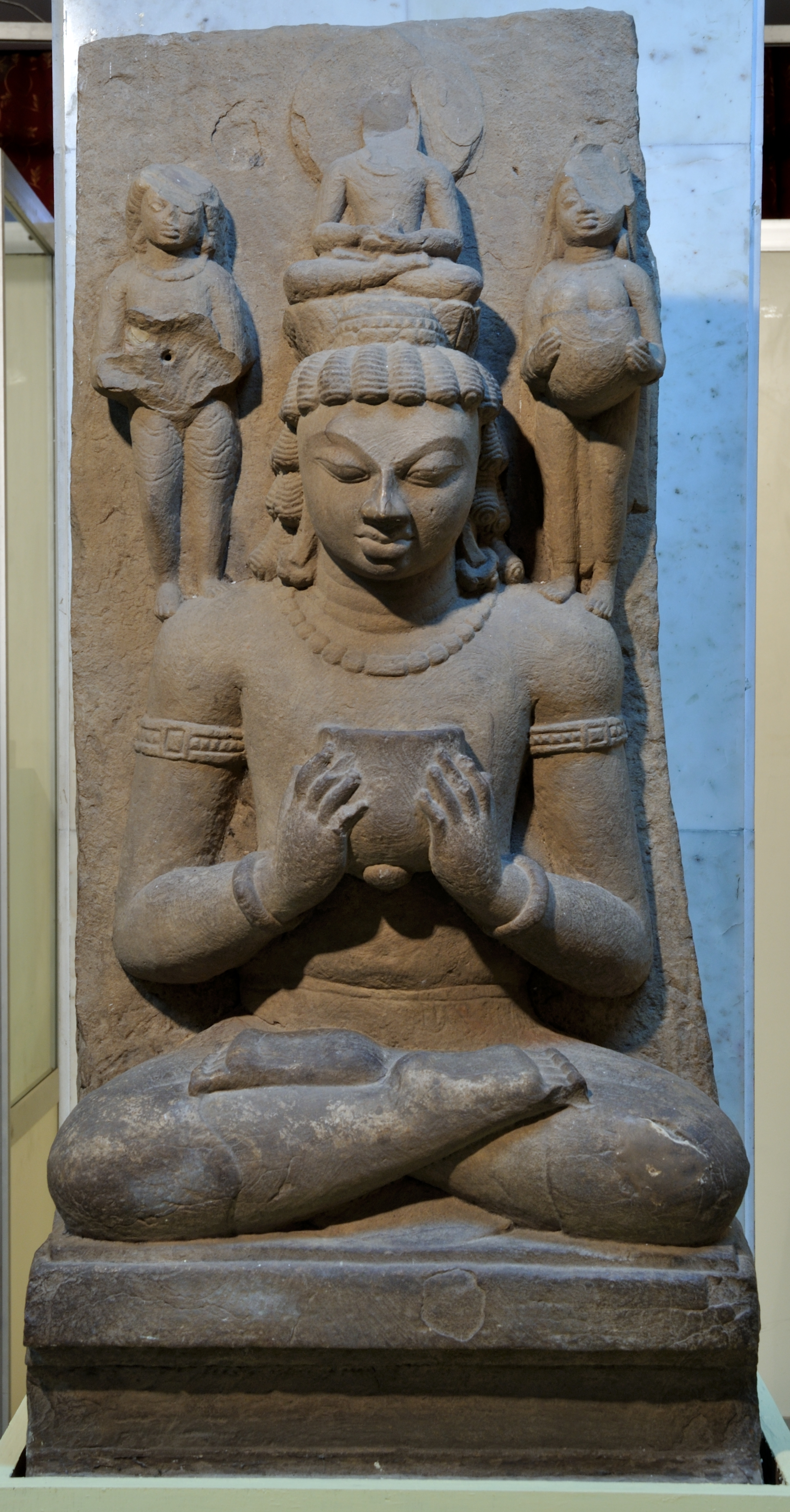
青颈观音像，约6世纪，藏于加尔各答印度博物馆（英语：Indian Museum）
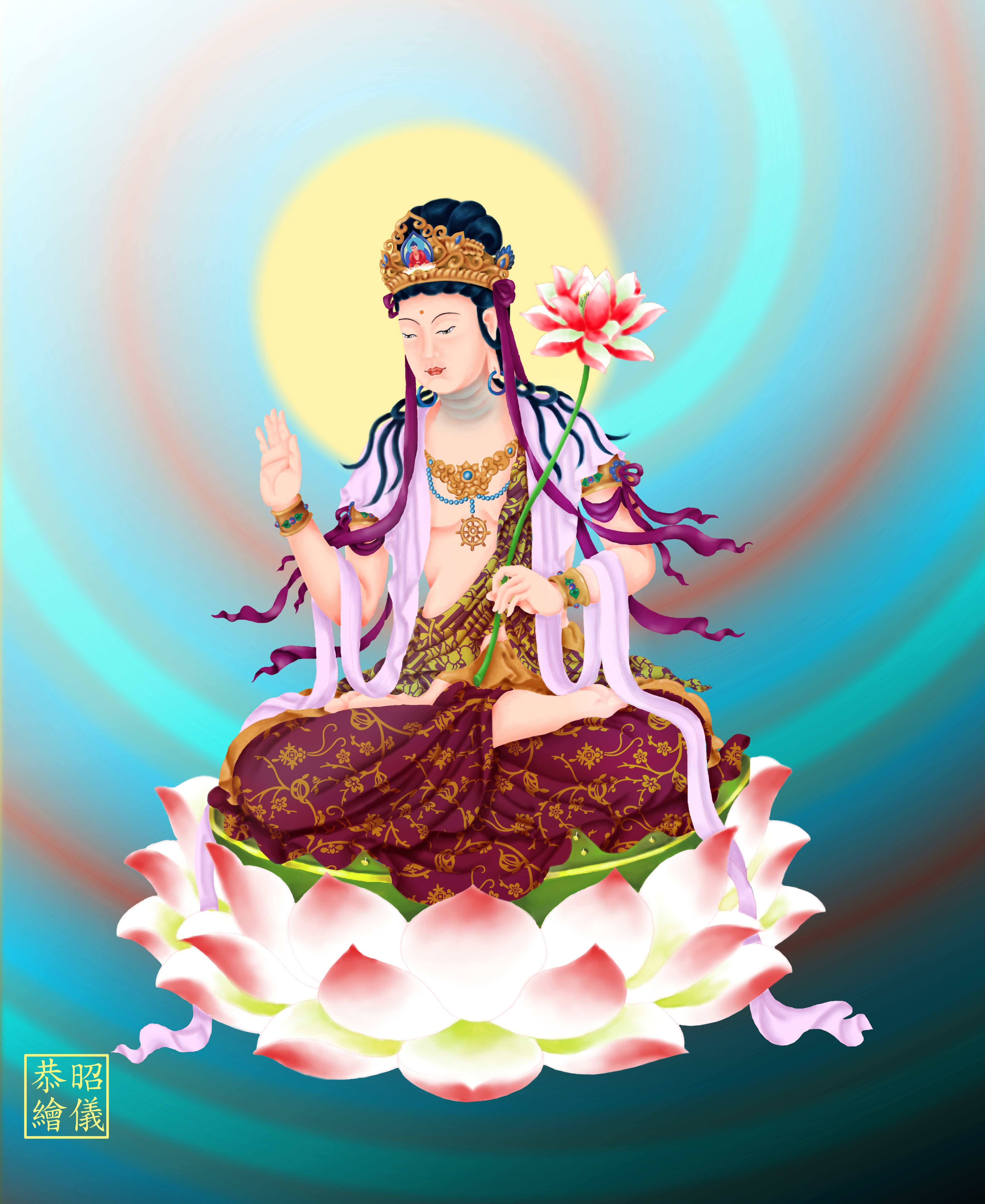
描绘成脖颈发青的形象